# 総持院 (さいたま市)
総持院（そうじいん）は、埼玉県さいたま市緑区にある真言宗智山派の寺院。

## 歴史
1577年（天正5年）頃、法印良秀によって開山された。明治時代に火災に遭っているので、詳細は不明になっている。
鐘楼と山門が結合した「鐘楼門」の形式になっており、さいたま市内では珍しい建物となっている。明治の火災にも燃えないで済んだ建物である。
当寺は「ボタン寺」としても知られており、多くのボタンが植えられている。

## 交通アクセス
- 浦和美園駅より徒歩32分。